# حملات هوایی ۲۰۱۹ جامو و کشمیر
در ۲۷ فوریه ۲۰۱۹، نیروی هوایی پاکستان شش حمله هوایی را در چندین مکان در جامو و کشمیر تحت کنترل هند انجام داد. این حملات هوایی بخشی از عملیات نظامی نیروی هوایی پاکستان با نام رمز عملیات تلافی‌جویانه سریع بود و در تلافی حمله هوایی نیروی هوایی هند در بالاکوت، درست یک روز قبل از آن در ۲۶ فوریه، انجام شد.
این اولین بار از سال ۱۹۷۱ بود که نیروهای هوایی هر دو کشور حملات هوایی را در خاک یکدیگر در آن سوی خط کنترل انجام دادند. هند در ۲۶ فوریه حمله هوایی به بالاکوت انجام داد، در حالی که پاکستان با انجام حملات هوایی در کشمیر تحت کنترل هند، به این حمله پاسخ داد. پس از حملات هوایی پاکستان، جت‌های نیروی هوایی هند شروع به تعقیب جت‌های نیروی هوایی پاکستان کردند. در نتیجهٔ این درگیری، پاکستان ادعا کرد که دو جت هندی را سرنگون کرده و یک خلبان هندی، به نام آبیناندان وارتامان، را به اسارت گرفته است. مقامات هندی اذعان کردند که یک جت نیروی هوایی هند سقوط کرده است. یک بالگرد میل-۱۷ نیروی هوایی هند نیز به دلیل آتش خودی از دست رفت که در آن شش پرسنل نیروی هوایی هند از جمله دو فرمانده اسکادران، به نام‌های سیدارت واشیستا و نیناد مانداوگان، کشته شدند. مقامات هندی همچنین ادعا کردند که یک جت اف-۱۶ نیروی هوایی پاکستان را سرنگون کرده‌اند. پاکستان ادعای هند را رد کرد و گفت که نیروی هوایی پاکستان در این درگیری هوایی هیچ تلفاتی متحمل نشده است. شمارش ناوگان اف-۱۶ نیروی هوایی پاکستان توسط ایالات متحده نشان داد که هیچ اف-۱۶ در جریان درگیری نیروی هوایی پاکستان با نیروی هوایی هند از دست نرفته است.

## پیشینه

### حمله پولواما
در ۱۴ فوریه ۲۰۱۹، کاروانی از خودروهای حامل پرسنل امنیتی در بزرگراه ملی جامو-سرینگر توسط یک بمب‌گذار انتحاری خودرو به دست گروه شبه‌نظامی جیش محمد مستقر در پاکستان در لتپورا در منطقه پولواما، جامو و کشمیر تحت کنترل هند، مورد حمله قرار گرفت. این حمله منجر به کشته شدن ۴۶ نفر از پرسنل نیروی پلیس ذخیره مرکزی و مهاجم شد. عامل این حمله اهل کشمیر تحت کنترل هند بود.

### حمله هوایی بالاکوت
حمله هوایی ۲۰۱۹ بالاکوت، حمله‌ای هوایی بود که توسط هواپیماهای جنگی هند در ۲۶ فوریه ۲۰۱۹ در بالاکوت پاکستان علیه یک اردوگاه آموزشی تروریستی انجام شد. تصاویر ماهواره‌ای منبع باز نشان داده است که هیچ هدف مهمی مورد اصابت قرار نگرفته است. روز بعد، پاکستان یک هواپیمای جنگی هندی را سرنگون کرد و خلبان آن را به اسارت گرفت. آتش پدافند هوایی هند منجر به سرنگونی یک بالگرد هندی و کشته شدن شش یا هفت خلبان شد، مرگ آنها پوشش خبری سطحی از سوی رسانه‌های هندی دریافت کرد. هند ادعا کرد که یک جت جنگنده اف-۱۶ پاکستانی سرنگون شده است، اما این ادعا نادرست ثابت شده است. حزب حاکم هند از این حمله هوایی برای تقویت جذابیت میهن‌پرستانه خود در انتخابات عمومی آوریل ۲۰۱۹ استفاده کرد.

## حملات هوایی
در ۲۷ فوریه ۲۰۱۹، وزارت امور خارجه پاکستان اعلام کرد که نیروی هوایی پاکستان شش حمله هوایی به اهداف غیرنظامی در جامو و کشمیر تحت کنترل هند انجام داده است. مقامات پاکستانی اظهار داشتند که جت‌های جنگنده آنها توانستند با دقت بالایی روی هدف قفل کنند. آنها همچنین اظهار داشتند که به آنها دستور داده شده بود بمب‌های خود را در یک فضای باز که هیچ انسانی در آن حضور نداشت، رها کنند تا از هرگونه تلفات انسانی یا خسارات جانبی جلوگیری شود. به گفته مقامات پاکستانی، این حمله با هدف نشان دادن قابلیت‌های پاکستان بدون هیچ گونه تشدید تنش بیشتر انجام شد. عمران خان، نخست‌وزیر پاکستان، گفت که این حملات با هدف ارسال پیام به هند انجام شده است. معاون مارشال نیروی هوایی هند، آر جی کی کاپور، ادعای عمران خان را رد کرد و اظهار داشت: «پاکستان ادعا می‌کند که آنها عمداً سلاح‌ها را در فضای باز که هیچ انسانی در آن حضور نداشته، پرتاب کرده‌اند، با این حال، آنها بمب‌هایی را بر روی اهداف نظامی (به دلیل حمله هوایی نیروی هوایی هند به اردوگاه‌های تروریستی) پرتاب کرده‌اند؛ بنابراین، تشدید تنش توسط ما و توسط او [نخست‌وزیر پاکستان، عمران خان] انجام نشده است.» جت‌های نیروی هوایی پاکستان بر فراز بخش پونچ و نوشرای جامو و کشمیر وارد حریم هوایی هند شدند تا اهدافی را مورد اصابت قرار دهند. مقامات هندی مکان‌هایی را که توسط جت‌های نیروی هوایی پاکستان مورد اصابت قرار گرفتند نادیان، لاام جانگر، کری در ناحیه راجوری و منطقه هامیرپور در بهمبر غالی در پونچ شناسایی کردند. با این حال، مقامات هندی این ادعا را که هدف حمله هوایی پاکستان، اهداف غیرنظامی بوده‌اند، رد کردند. مقامات هندی ادعا کردند که جت‌های نیروی هوایی پاکستان عمداً مواضع نظامی مانند ستاد لشکر ۲۵ ارتش هند، انبار مهمات و تدارکات را هدف قرار داده‌اند. به گفته معاون مارشال هوایی هند، آر جی کی کاپور، حمله هوایی پاکستان به هدف مورد نظر آنها اصابت نکرد. جت‌های نیروی هوایی پاکستان توسط تعداد نامشخصی از جت‌های نیروی هوایی اسرائیل رهگیری شدند. ناوگان نیروی هوایی هند متشکل از میگ-۲۱، سوخو-۳۰ ام‌کی‌آی و داسو میراژ ۲۰۰۰ بود.

### برنامه‌ریزی اولیه
ساعت ۸:۴۵ صبح، حریم هوایی پاکستان به روی پروازهای غیرنظامی بسته شد و تمام پروازهای تجاری لغو گردید. هواپیماهای نیروی هوایی پاکستان حدود ۳۰ دقیقه بعد، با هماهنگی زمان‌بندی با تعویض آواکس‌های نیروی هوایی هند، به پرواز درآمدند. ترکیبی از ۲۵ هواپیما، شامل اف-۱۶ و میراژ ۵، به سمت حریم هوایی هند حرکت کردند اما در حریم هوایی پاکستان باقی ماندند. تعدادی از هواپیماها به سمت جنوب و راجستان رفتند تا به عنوان طعمه عمل کنند.

### درگیری هوایی
پس از این اعلام، توییتی از سرلشکر آصف غفور، مدیر کل روابط عمومی ارتش پاکستان، منتشر شد که نشان می‌داد نیروی هوایی پاکستان دو هواپیمای هندی را پس از تجاوز به حریم هوایی پاکستان سرنگون کرده است. روابط عمومی ارتش پاکستان اعلام کرد که لاشه یکی از هواپیماها در کشمیر آزاد پاکستان و دیگری در جامو و کشمیر تحت کنترل هند سقوط کرده است. هواپیمایی که در کشمیر آزاد سقوط کرد، یک فروند میگ-۲۱ از شرکت میکویان-گورویچ بود که توسط فرمانده بال، آبیناندان وارتامان، هدایت می‌شد. او توسط یک واحد نظامی پاکستان که در محل حضور داشتند، دستگیر شد. روستاییانی که در محل حادثه حضور داشتند به روزنامه پاکستانی داون گفتند که شاهد آتش گرفتن دو جت دشمن بوده‌اند که یکی از آنها توانسته به خاک هند فرار کند. با این حال، مقامات هندی ادعاهای پاکستان مبنی بر سرنگونی جت‌های سو-۳۰ نیروی هوایی هند را رد کردند و گفتند که این تلاشی از سوی پاکستان برای سرپوش گذاشتن بر از دست دادن اف-۱۶ خود بوده است. منابع هندی ادعا می‌کنند که در حال حاضر پنهان کردن سقوط هواپیما غیرممکن است. مدیرکل روابط عمومی بین سرویس‌های پاکستان (سخنگوی رسمی نیروهای مسلح پاکستان) در ابتدا اظهار داشت که بیش از یک خلبان هندی را اسیر کرده و یکی از آنها در بیمارستان سی‌ام‌اچ بستری شده است، اما پس از مدتی اظهارات خود را تغییر داد و گفت که فقط یک خلبان در بازداشت آنهاست. بعداً مشخص شد که این یک «اشتباه» ناشی از مه جنگ بوده است. پاکستان نام خلبانانی را که دو هواپیمای هندی را سرنگون کردند، فاش کرد: نعمان علی خان، فرمانده بال و حسن صدیقی، فرمانده اسکادران، که اولی مسئول سرنگونی هواپیمای وارتامان شناخته می‌شود.
بعداً، مقامات هندی اذعان کردند که یک فروند میگ-۲۱ نیروی هوایی هند سرنگون شده و خلبان آن در بازداشت نیروهای امنیتی پاکستان است. نیروی هوایی هند همچنین ادعا کرد که یک فروند اف-۱۶ را توسط فرمانده بال، آبیناندان وارتامان، از هواپیمای میگ-۲۱ خود سرنگون کرده است. با این حال، مقامات پاکستانی ادعای هند را رد کردند. مقامات پاکستانی گفتند که «در عصر حاضر، پنهان کردن سقوط یک هواپیما غیرممکن است». در روز نیروی هوایی، ۸ اکتبر ۲۰۱۹، طبق گزارش‌ها، نیروی هوایی هند، سوخو-۳۰ ام‌کی‌آی را که ادعا می‌شد توسط نیروی هوایی پاکستان سرنگون شده است، به پرواز درآورد.

### آتش دوستانه
در همان روز، حدود بیست دقیقه قبل از سرنگونی میگ-۲۱، یک بالگرد میل-۱۷ هندی سقوط کرد و شش پرسنل نیروی هوایی هند و یک غیرنظامی در منطقه بودگام کشته شدند. این هواپیما تحت فرماندهی رهبران اسکادران، سیدارت واشیستا و نیناد مانداوگان، بود و ظرف ده دقیقه پس از برخاستن از پایگاه هوایی سرینگر سقوط کرد. چهار پرسنل دیگر نیروی هوایی هند شامل مهندس پرواز ویشال کومار پاندی، گروهبان ویکرانت سهراوات، سرجوخه دیپاک پاندی و پانکاج کومار بودند که به همراه دو خلبان کشته شدند. وزارت دفاع هند اعلام کرد که این حادثه «در جریان عملیات روتین» رخ داده است، اما گمان می‌رود که آتش خودی علت آن بوده باشد. آجای شوکلا در آوریل ۲۰۱۹ گزارش داد که دادگاه تحقیقی که توسط نیروی هوایی هند برای بررسی این حادثه تشکیل شده بود، به این نتیجه رسیده است که یک سامانه موشکی هندی، بالگرد را به اشتباه پاکستانی تشخیص داده و آن را سرنگون کرده است. تا اواخر ماه مه، پس از پایان رأی‌گیری در انتخابات عمومی ۲۰۱۹ هند، منابع نیروی هوایی هند به‌طور غیررسمی شروع به پذیرش آتش خودی به عنوان علت حادثه کردند و فرمانده نیروی هوایی پایگاه هوایی سرینگر از این سمت برکنار شد. گفته می‌شود تحقیقات که معمولاً در عرض سه ماه به پایان می‌رسید، در این مورد به زمان بیشتری نیاز دارد زیرا گزارش متالورژی هنوز دریافت نشده است. در اکتبر ۲۰۱۹، نیروی هوایی اسرائیل تأیید کرد که این هلیکوپتر توسط یک موشک زمین به هوای اسپایدر هندی سرنگون شده و اعلام کرد که پنج پرسنل به دلیل این سهل‌انگاری مجرم شناخته شدند. تحقیقات نشان داد که سیستم یکپارچه فرماندهی و کنترل هوایی در بارنالا، مبدأ این هلیکوپتر را پاکستانی تشخیص نداده و با کنترل ترافیک هوایی در تماس بوده است. اما سیستم شناسایی دوست از دشمن هلیکوپتر که برای علامت‌گذاری هواپیماهای خودی استفاده می‌شود، به دلیل تداخل با فرستنده‌های غیرنظامی خاموش شده بود و هلیکوپتر سعی کرده بود از خارج از کریدور تعیین‌شده برای فرود فرود بیاید. نیروی هوایی هند، کاپیتان سومان روی چودری، افسر ارشد عملیات پایگاه نیروی هوایی سرینگر را در سال ۲۰۲۳ به دلیل سهل‌انگاری در جریان حملات نیروی هوایی پاکستان از خدمت برکنار کرد.

## پیامدها

### هند
وزارت امور خارجه در یک کنفرانس مطبوعاتی تأیید کرد که نیروی هوایی پاکستان خط کنترل را نقض کرده و از طریق بخش‌های نوشرا و پونچ وارد حریم هوایی هند شده، یک جت نیروی هوایی هند را سرنگون کرده و خلبان آن را مفقود کرده است. هند همچنین ادعا کرد که یک فروند جنگنده اف-۱۶ نیروی هوایی پاکستان را سرنگون کرده است، ادعایی که توسط پاکستان رد شد و اعلام شد که در این عملیات از هیچ اف-۱۶ استفاده نشده است. علاوه بر این، مقامات هندی ادعاهای پاکستان مبنی بر سرنگونی یک فروند سو-۳۰ را رد کردند. منابع هندی ادعا می‌کنند که در حال حاضر پنهان کردن سقوط هواپیما غیرممکن است.
در ۲۸ فوریه، مقامات هندی دوباره ادعا کردند که دو جت نیروی هوایی پاکستان حریم هوایی هند را نقض کرده‌اند. به گفته مقامات هندی، جت‌های نیروی هوایی پاکستان بر فراز بخش‌های پونچ و کریشنا گاتی رهگیری شدند. با این حال، هیچ نبرد هوایی رخ نداد و جت‌های نیروی هوایی پاکستان به حریم هوایی خود بازگشتند.
در آوریل ۲۰۱۹، یک واحد مشترک بی‌دی‌اس نیروی هوایی هند و ارتش هند ادعا کرد که یک عملیات خنثی‌سازی بمب را در مندهار، راجوری انجام داده است، جایی که آنها با موفقیت ۳–۴ بمب منفجر نشده را که از جت‌های نیروی هوایی پاکستان شلیک شده بود، خنثی کرده‌اند.
نیروی هوایی هند از عملکرد موشک‌های آر-۷۷ ناراضی بود، زیرا برد آنها توسط موشک‌های ایم-۱۲۰ آمرام مورد استفاده نیروی هوایی پاکستان کمتر بود. از این رو، آنها در حال برنامه‌ریزی برای مسلح کردن مجدد با استفاده از موشک آی-دربی ای‌آی هستند.

### پاکستان
آصف غفور، مدیرکل روابط عمومی ارتش پاکستان، بعداً در یک کنفرانس مطبوعاتی اظهار داشت: «از صبح امروز فعالیت‌ها در خط کنترل ادامه داشته است. امروز صبح نیروی هوایی پاکستان از داخل حریم هوایی پاکستان با شش هدف در آن سوی خط کنترل درگیر شد.» او همچنین گفت که این حملات صرفاً برای نشان دادن قابلیت‌های تهاجمی پاکستان انجام شده است. پاکستان ادعا کرد که در این عملیات از هیچ جنگنده اف-۱۶ استفاده نشده است. در ابتدا، مقامات پاکستانی اظهار داشتند که دو پرسنل نیروی هوایی هند دستگیر شده‌اند، اما بعداً اظهارات خود را اصلاح کردند و اظهار داشتند که تنها یک پرسنل نیروی هوایی هند در بازداشت آنهاست. مقامات پاکستانی اظهار داشتند که ابهامات جنگ باعث شده است که آنها باور کنند دو پرسنل نیروی هوایی هند در بازداشت آنها هستند.
عمران خان، نخست‌وزیر، خطاب به ملت گفت که تنها هدف ما از این اقدام، رساندن این پیام است که «اگر شما می‌توانید به کشور ما بیایید، ما هم می‌توانیم همین کار را بکنیم». خان همچنین به هند پیشنهاد مذاکرات صلح داد.

### ایالات متحده آمریکا
به گفته لارا سلیگمن، روزنامه‌نگار فارین پالیسی، مقامات آمریکایی که مستقیماً از این موضوع مطلع هستند، اظهار داشتند که ایالات متحده اخیراً شمارش فیزیکی جنگنده‌های اف-۱۶ پاکستان را تکمیل کرده و هیچ‌کدام را مفقود نیافته است. یکی از مقامات آمریکایی همچنین با ادعای هند مبنی بر اینکه محدودیت‌های استفاده، پاکستان را از به‌کارگیری اف-۱۶ در درگیری‌های نظامی با هند منع می‌کند، مخالفت کرد. واشینگتن پست و روزنامه هندی هندوستان تایمز گزارش دادند که سخنگوی وزارت دفاع ایالات متحده ادعا کرد که از چنین تحقیقاتی که انجام شده «اطلاعی ندارد» و اظهار داشت: «به عنوان یک سیاست، این وزارتخانه به‌طور علنی در مورد جزئیات توافقات دولت با دولت در مورد نظارت بر استفاده نهایی از اقلام دفاعی ساخت آمریکا اظهار نظر نمی‌کند.» با این حال، واشینگتن پست گزارش داد که وزارت امور خارجه مانند پنتاگون هنوز هیچ بیانیه عمومی در مورد تعداد جنگنده‌های اف-۱۶ صادر نکرده است. از سوی دیگر، طبق گزارش دفتر ملی تحقیقات آسیایی، «توضیحات نادرست دولت مودی در مورد حمله هوایی فوریه ۲۰۱۹ در بالاکوت و درگیری‌های هوایی پس از آن، از جمله ادعاهای رد شده بعدی مبنی بر نابودی یک اردوگاه تروریستی در داخل پاکستان و سرنگونی یک جت اف-۱۶ پاکستانی توسط هند، در ایالات متحده آمریکا در مورد اعتبار و استراتژی ارتباطی دهلی نو در بحبوحه یک منطقه فوق‌العاده خطرناک، سوالاتی را مطرح کرده است.» علاوه بر این، چندین ناظر نظامی بین‌المللی نیز ادعای هند مبنی بر سرنگونی یک فروند اف-۱۶ را رد کردند.
در دسامبر ۲۰۱۹، یواس‌نیوز گزارش داد که ایالات متحده در ماه اوت نامه‌ای به نیروی هوایی پاکستان ارسال کرده و نگرانی خود را در مورد سوءاستفاده ادعایی از جنگنده‌های اف-۱۶ در جریان درگیری فوریه ابراز کرده است. در این نامه به تأیید وزارت امور خارجه مبنی بر نقض توافق پاکستان با ایالات متحده با استقرار جنگنده‌های اف-۱۶ و موشک‌های مکمل آن در پایگاه‌های هوایی غیرمجاز اشاره شده است.

## نمایشگاه
مجسمه‌ای از خلبان هندی، آبهیناندان، در موزه نیروی هوایی پاکستان در نمایشگاهی با عنوان عملیات تلافی‌جویانه سریع نصب شد. این نمایشگاه همچنین قطعات گمشده و لاشه میگ-۲۱ و همچنین یک لیوان چای را به نمایش می‌گذارد.